# 徐一
徐 一（서일、ソ・イル、じょ いち、1881年2月26日 - 1921年8月28日）は、韓国の独立運動家。本名は徐夔学、雅名は白圃。本貫は利川徐氏。

## 生涯
国境地帯の咸鏡北道慶源郡出身。1902年、鏡城郡で師範学校を卒業し、日韓併合条約締結以後の1911年に国境を越えて満州へ亡命した。大倧教信者を中心にした独立運動団体重匡団を組織して団長に就任した。1911年頃に創始者羅喆に会って感化を受け、翌年大倧教に入教した。
1919年に三・一運動以後重匡団を大韓正義団で改編し、武装組織大韓軍政会を設置して満洲地域を拠点にした武装抗争を企てた。韓正義団と大韓軍政会は大韓軍政部に統合後、大韓軍政隊に改称した。いわゆる北路軍政署である。李範奭と金佐鎮が北路軍政署所属であり、徐一は総裁を引き受けた。
1921年には独立軍組織を統合して大韓独立軍団を組織し、同年6月28日に自由市惨変が起きて多くの同志らが死亡すると、責任を負って二ヶ月後自決した。
1962年に建国勲章独立章が追贈された。
独立記念館内に "祖国光復のために生死をともにすることに誓った同志らを皆失い、どの面を下げて祖国と同胞を対しよう。 かえってこの命を捨てて謝罪するのが当然だろう。"と書かれた語録費が立てられている。
息子徐允済も独立運動家である。

## 家族
- 妻 : 채씨
- 長女 : 徐模 (1902 - ?)
- 次女 : 徐竹淸 (1906 - ?)
- 壻 : 최관 (1900 - ?)
- 息子 : 徐允済
- 嫁 : 권씨 (1907 - 1931)
  - 孫 : 徐敬燮 (1925 - 2008)
  - 孫 : 徐萬燮 (1930 - )

## 参考サイト
- 대한민국 국가보훈처, 이 달의 독립 운동가 상세자료 - 서일, 1992년